# Coralie Balmy
Coralie Balmy (n. 2 iunie 1987, La Trinité⁠(d), Martinique, Franța) este o înotătoare franceză, medaliată olimpică. A participat la 3 ediții ale Jocurilor Olimpice (2008, 2012, 2016) în care a câștigat o medalie de bronz.